# Noctuelle du pois
Ceramica pisi
Espèce
La noctuelle du pois (Ceramica pisi ; syn. : Melanchra pisi) est un insecte de l'ordre des lépidoptères, de la famille des noctuidés. C'est un petit papillon nocturne dont la chenille est un ravageur de diverses plantes sauvages et cultivées dont le pois.

## Description

### Insecte adulte

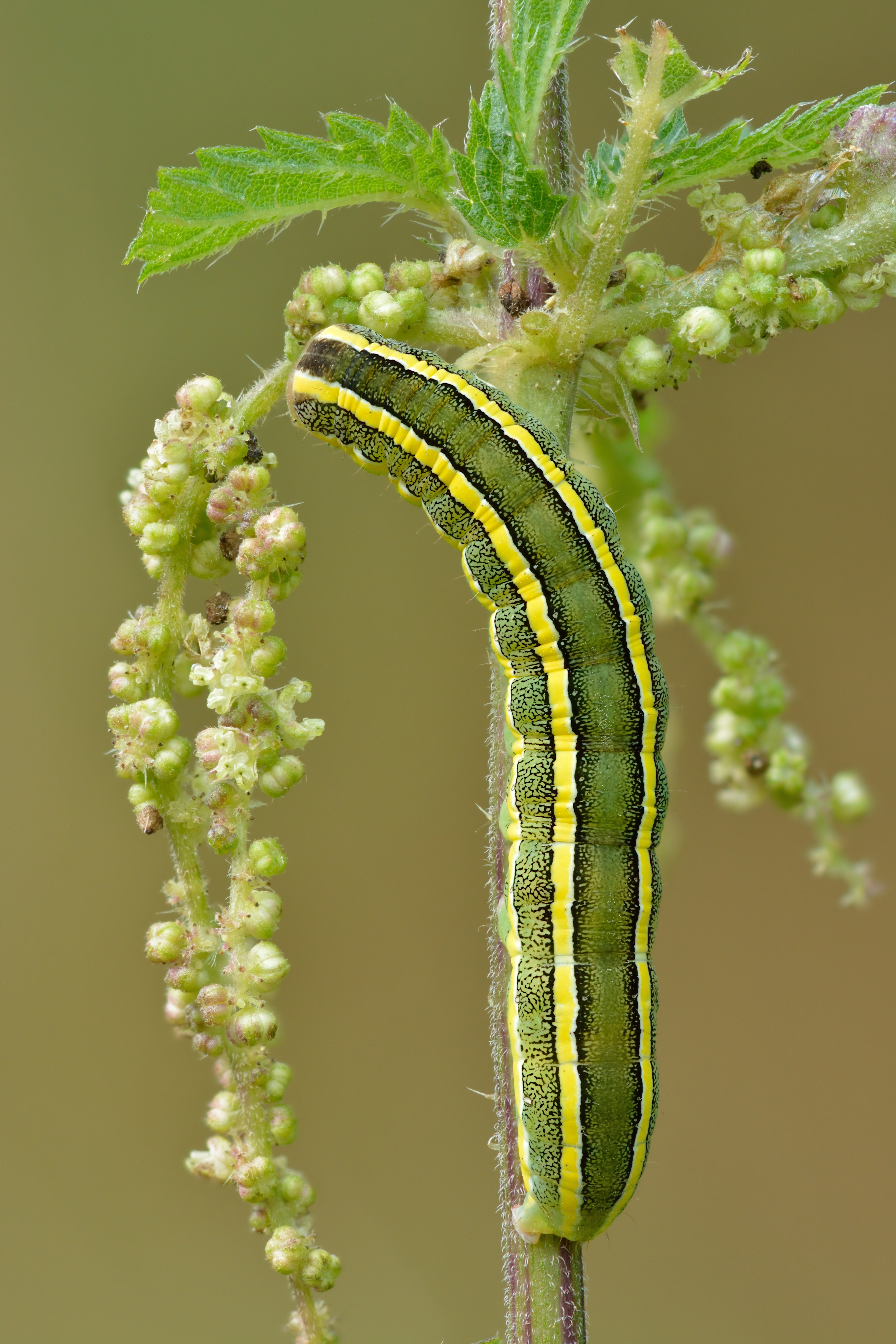
Chenille

Papillon nocturne brunâtre.

### Larve
La larve est une chenille de couleurs variables : verte, brun rouge ou brun pourpre foncé avec deux bandes latéro-dorsales jaunes à bords noirs (photo).

## Moyens de lutte
- Piégeage des adultes ;
- Destruction des œufs ;
- Destruction des jeunes chenilles par des traitements insecticides. Les chenilles âgées résistent à tout traitement.